# 179-й меридіан східної довготи
179-й меридіан східної довготи — лінія довготи, що лежить на 179 градусів східніше Гринвіцького меридіана. Вона проходить від Північного полюса через Північний Льодовитий океан, Азію, Тихий океан, Нову Зеландію, Південний океан та Антарктиду до Південного полюса.
179-й меридіан східної довготи формує велике коло разом із 1-шим меридіаном західної довготи.

## Список географічних об'єктів, що перетинає 179° сх. д.
Починаючи на Північному полюсі та рухаючись до Південного полюса, 179-й меридіан східної довготи проходить через:
| Координати                                                   | Країна, територія або море | Примітки                                                                                                |
| ------------------------------------------------------------ | -------------------------- | --- |
| 90°0′ пн. ш. 179°0′ сх. д. / 90.000° пн. ш. 179.000° сх. д.  | Північний Льодовитий океан | |
| 71°15′ пн. ш. 179°0′ сх. д. / 71.250° пн. ш. 179.000° сх. д. | Росія                      | Проходить через острів Врангеля                                                                         |
| 70°50′ пн. ш. 179°0′ сх. д. / 70.833° пн. ш. 179.000° сх. д. | Чукотське море             | |
| 69°20′ пн. ш. 179°0′ сх. д. / 69.333° пн. ш. 179.000° сх. д. | Росія                      | |
| 64°42′ пн. ш. 179°0′ сх. д. / 64.700° пн. ш. 179.000° сх. д. | Берингове море             | Анадирська затока                                                                                       |
| 63°19′ пн. ш. 179°0′ сх. д. / 63.317° пн. ш. 179.000° сх. д. | Росія                      | |
| 62°20′ пн. ш. 179°0′ сх. д. / 62.333° пн. ш. 179.000° сх. д. | Берингове море             | |
| 51°34′ пн. ш. 179°0′ сх. д. / 51.567° пн. ш. 179.000° сх. д. | США                        | Аляска — проходить через Амчитка                                                                        |
| 51°30′ пн. ш. 179°0′ сх. д. / 51.500° пн. ш. 179.000° сх. д. | Тихий океан                | Проходить східніше острова Ваїтупу, Тувалу Проходить західніше атола Фунафуті, Тувалу                   |
| 16°28′ пд. ш. 179°0′ сх. д. / 16.467° пд. ш. 179.000° сх. д. | Фіджі                      | Проходить через острів Вануа-Леву                                                                       |
| 16°55′ пд. ш. 179°0′ сх. д. / 16.917° пд. ш. 179.000° сх. д. | Море Коро                  | Проходить східніше острова Макогай[en], Фіджі                                                           |
| 17°36′ пд. ш. 179°0′ сх. д. / 17.600° пд. ш. 179.000° сх. д. | Фіджі                      | Проходить через острів Вакая[en]                                                                        |
| 17°37′ пд. ш. 179°0′ сх. д. / 17.617° пд. ш. 179.000° сх. д. | Тихий океан                | Проходить західніше островів Баунті, Нова Зеландія Проходить східніше островів Антиподів, Нова Зеландія |
| 60°0′ пд. ш. 179°0′ сх. д. / 60.000° пд. ш. 179.000° сх. д.  | Південний океан            | |
| 78°14′ пд. ш. 179°0′ сх. д. / 78.233° пд. ш. 179.000° сх. д. | Антарктида                 | Проходить через Територію Росса (претендує Нова Зеландія)                                               |